# Metropolitana di Yokohama
La metropolitana di Yokohama si sviluppa su 4 linee che si estendono per 61,1 km in cui sono presenti 55 stazioni. Le linee 1 e 3 utilizzano lo stesso percorso. 
Oltre alle linee gestite dall'Ufficio dei trasporti di Yokohama, organizzazione pubblica, a Yokohama è esiste una metropolitana privata, la linea Minatomirai che funge da estensione della linea Tōkyū Tōyoko. In questo articolo viene trattata principalmente la metropolitana comunale, e quindi le due linee blu e verde, aventi una lunghezza totale di 57,6 km, che da un decreto cittadino sono definite come le uniche linee effettivamente metropolitane della città.

## Le linee
| Colore | Nome    | Nome        | Lettera | Apertura | Ultima estensione | Lunghezza | Stazioni | Passeggeri per giorno |
| ------ | ------- | ----------- | ------- | -------- | ----------------- | --------- | -------- | --------------------- |
| Blu    | Linea 1 | Linea blu   | B       | 1972     | 1999              | 19,7      | 17       | 163.885               |
| Blu    | Linea 3 | Linea blu   | B       | 1985     | 1993              | 20,7      | 22       | 163.885               |
| Verde  | Linea 4 | Linea verde | G       | 2008     | -                 | 13,0      | 10       | N/A                   |

| Colore | Nome              | Lettera | Apertura | Ultima estensione | Lunghezza | Stazioni | Passeggeri |
| ------ | ----------------- | ------- | -------- | ----------------- | --------- | -------- | ---------- |
| Navy   | Linea Minatomirai | MM      | 2004     | -                 | 4,1       | 17       | 175.000    |

## Storia
I primi lavori per la costruzione del sistema di metropolitana risalgono al 1968 con l'inaugurazione del primo tratto di linea che risale al 1972.

### Progetti futuri
Al momento i progetti di estensione della rete riguardano un'estensione della linea blu per connetterla con la linea Odakyū Odawara e in futuro con la metropolitana di Kawasaki alla stazione di Shin-Yurigaoka a Kawasaki.
Per quanto riguarda la linea verde, il progetto originario prevede una linea circolare partente dalla stazione di Hiyoshi e collegante Nakayama (il tratto attualmente realizzato), Futamatagawa, Higashi-Totsuka, Kami-Ōoka, Negishi e Motomachi.
La "mancante" linea 2 in origine doveva collegare la stazione di Kanagawa-Shinmachi a quella di Byōbugaura passando per la Yokohama.  Al 2009 non vi è alcun progetto concreto per la realizzazione della linea.

## Le stazioni
La linea 1/3 comprende le stazioni:
- Azamino.
- Nakagawa.
- Center-Kita, (scambio con la linea 4).
- Center-Minami, (scambio con la linea 4).
- Nakamachidai.
- Nippa.
- Shin-Yokohama kita.
- Shin-Yokohama.
- Kishinekoen.
- Katakuracho.
- Mitsuzawa-Kamicho.
- Mitsuzawa-Shimocho.
- Yokohama, (scambio con la linea Minatorami).
- Takashimacho.
- Sakuragichō.
- Kannai.
- Isezaki-Chojamachi.
- Bandobashi.
- Yoshinocho.
- Maita.
- Gumyoji.
- Kamiooka.
- Konanchuo.
- Kaminagaya.
- Shimonagaya.
- Maioka.
- Totsuka.
- Odoriba.
- Nakada.
- Tateba.
- Shimoiida.
- Shonandai.

La linea 4 comprende le stazioni:
- Hiyoshi.
- Hiyoshi-Honocho.
- Takata.
- Higashiyamata.
- Kitayaamata.
- Center-Kita, (scambio con la linea 1/3).
- Center-Minami, (scambio con la linea 1/3).
- Tsuzuki-Fureainooka.
- Kawawacho.
- Nakayama.

La linea Minatorami comprende le stazioni:
- Shibuya.
- Yokohama, (scambio con la linea 1/3).
- Shin Takashima.
- Minatomirai.
- Bashamichi.
- Nihon-Odori.
- Motomachi-Chukagai.

## Tariffe
Nella tabella sono mostrati i prezzi per adulti. I prezzi per i bambini sono dimezzati, ed eventualmente arrotondati per eccesso alla decina. Dati del 2008.
| Distanza | Prezzo (yen) |
| -------- | ------------ |
| >3 km    | 200          |
| 4 - 7    | 230          |
| 8 - 11   | 260          |
| 12 - 15  | 290          |
| 16 - 19  | 320          |
| 20 - 23  | 350          |
| 24 - 27  | 380          |
| 28 - 31  | 410          |
| 32 - 35  | 440          |
| 36 - 39  | 470          |
| 40 - 43  | 500          |
| 44 - 45  | 530          |

## Curiosità
- Le stazioni dotate di più accessi (come Yokohama, Shin-Yokohama, Kannai, Kami-Ōoka), per facilitarne il riconoscimento da parte dei passeggeri hanno dotato essi di alcuni nickname.
- A partire dal 2012 tutte le stazioni sono state dotate di un servizio wifi pubblico chiamato "Mzone".
- Sono in corso i lavori per estendere la possibilità di utilizzare il telefono cellulare anche nei tunnel della metropolitana